# Krystyna Sałyga-Dąbkowska
Krystyna Sałyga-Dąbkowska (ur. 13 marca 1930 w Milanówku, zm. 6 kwietnia 2015 w Zakopanem) – polska taterniczka, przewodniczka tatrzańska, ratowniczka górska, instruktorka narciarska.

## Życiorys
Studiowała historię sztuki na Uniwersytecie Warszawskim. Nie ukończyła studiów, wybierając pracę w Tatrach.
Od 1947 uprawiała taternictwo. Wspinała się w towarzystwie m.in. Ryszarda i Krzysztofa Berbeków, Macieja Popki, Jana Surdela, Jana Zacharzewskiego, Stanisława Grońskiego. Sałyga robiła jednodniowe zimowe przejście wschodniej ściany Mięguszowieckiego Szczytu. Była na Zadnim Mnichu i Mnichu oraz na południowej ścianie Zamarłej. W 1958 uczestniczyła w wyprawie Klubu Wysokogórskiego, do którego została przyjęta 8 lat wcześniej, na Kaukaz. Weszła m.in. zachodnią granią na Gumaczi (3809 m), na Dżantugan (3991 m) i wschodnią granią z Przełęczy Dżantugańskiej. Wyjeżdżała w Alpy i góry Bałkanów.
Od 1958 mieszkała w Zakopanem. W latach 1958–1961 była instruktorką w Szkole Taternictwa na Hali Gąsienicowej. W 1962, przebywając w Alpach Szwajcarskich jako instruktorka narciarstwa PZN, uzyskała stopień instruktorki narciarstwa wysokogórskiego UIAA. Pomagała w prowadzeniu schronisk nad Morskim Okiem i w Dolinie Pięciu Stawów.
W 1963 została przewodniczką tatrzańską (klasa II – 1970, klasa I – 1974). 
Od 1966 należała do Grupy Tatrzańskiej GOPR. W latach 1969–1981 była tam zawodową ratowniczką tatrzańską i szefową służby profilaktycznej. Przez jakiś czas była jedną kobietą-ratowniczką w Tatrach. Od 1964 należała do TOPR. Uczestniczyła w ponad 30 wyprawach ratunkowych.
Od 1969 publikowała w „Wierchach” coroczną Kronikę ratowniczą Grupy Tatrzańskiej GOPR. Od 1952 wydała wiele reportaży, wspomnień i artykułów w różnych czasopismach („Turysta”, „Światowid”, „Taternik”), jak również broszurę Pod znakiem błękitnego krzyża (1975) na temat zapobiegania wypadkom górskim. W 1976 zdobyła I miejsce w Ogólnopolskim Konkursie Krasomówczym Przewodników w Golubiu-Dobrzyniu. Pracowała jako dziennikarka warszawskich wydawnictw.
Od 1979 jej mężem był Roman Dąbkowski, przewodnik i goprowiec. Przyjaciele nazywali ją Kwakwą. Cierpiała na przewleką chorobę dróg oddechowych.
Została pochowana na Nowym Cmentarzu w Zakopanem (sektor B4, rząd 3, nr 23).

## Odznaczenia
Za zasługi dla ratownictwa w Tatrach została odznaczona Orderem Odrodzenia Polski (1999).